# Xã Lake Hamilton, Quận Garland, Arkansas
Xã Lake Hamilton (tiếng Anh: Lake Hamilton Township) là một xã thuộc quận Garland, tiểu bang Arkansas, Hoa Kỳ. Năm 2010, dân số của xã này là 20.534 người.